# Центр візуальної культури
Центр візуальної культури (ЦВК) — незалежна культурна інституція в Києві, заснована у 2008 році як майданчик для взаємодії між академічними, художніми та активістськими спільнотами. ЦВК є незалежною громадською організацією, що займається видавничою і виставковою діяльністю, науковими дослідженнями, проведенням публічних лекцій та дискусій і конференцій. У 2008–2012 роках діяв при Національному університеті «Києво-Могилянська академія».
З 2011 року Центр візуальної культури видає українську версію часопису “Політична критика” та співпрацює з мережею “Політичної критики” у Східній Європі.
На початку 2012 року, після того як виставку «Українське тіло» було цензуровано і закрито адміністрацією Києво-Могилянської Академії, а Центр візуальної культури ліквідовано як науковий підрозділ університету, його діяльність було продовжено за межами конвенційних освітніх інституцій.
У 2015 році Центр візуальної культури отримав нагороду Європейської культурної фундації ім. принцеси Марґріт.
2017 року ЦВК був організатором та куратором «Київського Інтернаціоналу – Київської бієнале 2017», в рамках якої відбулася серія виставок, лекцій, дискусій та воркшопів за участі відомих міжнародних мислителів та художників
У 2018 році колектив Центру візуальної культури курував десятий фестиваль архітектури та урбаністики «Варшава в будові», розподіливши фестиваль між Варшавою та Києвом в рамках свого проєкту «Сусіди».

## Історія

### Заснування
Центр візуальної культури (ЦВК) був заснований 2008 року з метою створення міждисциплінарного середовища для аналізу пострадянського становища України на перетині мистецтва, знання та політики. З того часу ЦВК провів понад 150 наукових та дискусійних заходів за участі українських та міжнародних науковців, а також близько 20 художніх виставок. Серед співзасновників ЦВК були Надія Парфан, Інна Совсун, Ольга Брюховецька та інші. Певний час діяльність центру фінансувалася за рахунок членських внесків, протягом перших років учасники працювали на волонтерських засадах. 
ЦВК є міждисциплінарним майданчиком, де перетинаються громадський активізм та прогресивна мистецька практика, що робить безпрецедентний внесок у формування культурного виробництва та публічних дискусій у Києві, в Україні та в цілому регіоні. Під керівництвом динамічної та відданої команди ЦВК успішно заохочує українську та міжнародну аудиторію до розвитку більш комплексного розуміння того, як мистецтво та критичне мислення можуть озброїти нас необхідними навичками відкритості та потужної уяви, що є життєво важливими для прогресивного демократичного суспільства.

### Призупинення діяльності Центру в лютому 2012 року
10 лютого 2012 року Сергій Квіт, президент Національного університету «Києво-Могилянська академія», наказав закрити виставку сучасного мистецтва під назвою «Українське тіло», що проходила у Центрі візуальної культури з 7 лютого того ж року.  Свої дії Квіт мотивував тим, що на виставці можна побачити не мистецтво, а «лайно», або «розрізнений набір порнографічних зображень». Згодом він прокоментував, що причиною закриття виставки був не зміст, а «проблеми процедурного характеру». 29 лютого виставку було демонтовано за графіком.
На ній були представлені роботи художників Олександра Володарського, Микити Кадана, Лади Наконечної, Миколи Рідного, Володимира Сайя та інших.
23 лютого 2012 року рішенням Вченої ради Києво-Могилянської академії діяльність Центру візуальної культури НаУКМА було призупинено. 27 лютого під стінами Києво-Могилянської Академії відбулася акція протесту проти закриття Центру. У той же день директор Центру візуальної культури Василь Черепанін вирішив залишити свою посаду, передавши керування Інні Совсун, після чого Сергій Квіт заявив, що роботу Центру буде відновлено).
Призупинення діяльності Центру підтримав почесний президент Києво-Могилянської академії В’ячеслав Брюховецький.
На захист центру виступили Девід Еліотт, куратор Першої київської Бієнале, колишній президент Польщі Александр Кваснєвський, філософи Славой Жижек, Джудіт Батлер та Жак Рансьєр, перекладач Андрій Рєпа, художник Олександр Володарський.
12 березня 2012 року Сергій Квіт видав наказ, за яким Центр візуальної культури було позбавлено приміщення в Староакадемічному корпусі НАУКМА через аварійний стан будівлі.
29 березня 2012 року рішенням Вченої Ради Києво-Могилянської академії Центр візуальної культури було ліквідовано, зокрема, серед основних причин закриття центру було зазначено наступне: «свідоме нанесення шкоди репутації НаУКМА», «підміна академічних критеріїв діяльності ідеологічно-політичними», «нетерпимість до інакших думок і поглядів», «публічна дискредитація колег», «систематичне введення в оману адміністрації НаУКМА».
На 26 квітня було анонсоване відкриття та презентацію нової програми Центру у приміщенні кінотеатру Жовтень в межах Сьомої Берлінської Бієнале.

## Проєкти

### Візуальна лабораторія
Візуальна лабораторія функціонує за підтримки Ерсте Фундації. Це постійно діючий багаторічний міжнародний дослідницький проєкт в рамках наукової теми Центру візуальної культури «Мистецтво — Знання — Політика», який має на меті створення інтердисциплінароного дослідницького та мистецького середовища та включення сучасного мистецтва в ширше поле досліджень візуальної культури.
Візуальна лабораторія спрямована на аналіз сучасного мистецтва, фотографії, кіно, телебачення та інших медіа, а також візуальних аспектів соціальних практик. Її заходи відбуваються у формі регулярних (щотижня, а за потреби кілька разів на тиждень) презентацій окремих досліджень, відеопоказів творів сучасного мистецтва з обговоренням і передбачає презентацію візуального матеріалу (як мистецького, так і дослідницького), проведення перформансів, мистецьких акцій, майстер класів, дискусій.
Куратор Візуальної лабораторії — Ольга Брюховецька, кандидат філософських наук, доцент кафедри культурології НаУКМА. Консультант із міжнародних мистецьких зв'язків — художник Шон Снайдер. Координатор — Оксана Олійник, аспірантка кафедри культурології НаУКМА.

### Кіноклуб
Кіноклуб у Києво-Могилянській Академії створено 1994 року. Його засновники — кіноактивісти, що дотримуються принципів копілефту у сфері культури.
Кіноклуб продовжує традиції піратського кіноперегляду 90-х років, а заразом доповнює викладання курсів кафедри культурології НаУКМА показами фільмів (зокрема, йдеться про курси «Культура радянської доби», «Візуальна культура», «Масова культура», «Кіномистецтво» тощо).
Кіноклуб зорганізував низку воркшопів для дослідників кіно та режисерів, а також провів кілька фестивальних та прем'єрних показів незалежних українських фільмів.
Ще один постіний напрям діяльності Кіноклубу — проведення показів та обговорень фільмів, недоступних у кінотеатрах України через цензурні обмеження (як-то «Земля мерців» Джорджа Ромеро, «Хостел» Елі Рот, «Борат» і «Бруно» Ларі Чарльза).

### Сковорода
«Сковорода» — це простір для обговорення життєво важливих питань, що дедалі частіше вилучаються з обговорення. Простір, який виник у відповідь на провальну спробу прибрати шляхом адміністративного втручання з Контрактової площі пам'ятник Григорію Сковороді. Ця подія виявила давно назрілу потребу радикально переозначити поля, в яких ми так чи інакше перебуваємо, часто не помічаючи їхнього нівелювання апаратами влади. Йдеться про поле знання, поле мистецтва та поле політики.
Газету «Сковорода: Знання / Мистецтво / Політика» було засновано у жовтні 2009 року як «бойовий листок» акції протесту проти знесення пам'ятника Григорію Сковороді.
Мета видання — оперативне інтелектуальне реагування на події й тенденції в університеті та суспільстві; критика актуальних процесів в урбаністичному просторі та політиці культури; створення дискурсивного поля для взаємодії мистецьких та дослідницьких проєктів. Окремі числа газети супроводжуватимуть події, організовані Центром візуальної культури.

### Урбаністична лабораторія
Урбаністична лабораторія досліджує трансформації пострадянських міст, зокрема Києва з його всебічним розвитком та масштабними змінами.
Урбаністична лабораторія — довготривалий проєкт семінарів, які розглядають співвідношення між простором, політикою, мистецтвом і архітектурою, проблематизують поняття приватного/публічного просторів та їхнього використання, благоустрою та супільної користі, реконструкції, історичного збереження та реставрації, а заразом і багатьох інших понять, які домінують у широкому публічному дискурсі міського планування. Критичний урбаністичний аналіз розкриває приховану експлуатацію та ідеологічну організацію простору, наслідком яких є нагальні проблеми мешканців, позбавлених прав на місто, в якому вони живуть.
Найголовніше завдання Урбаністичної лабораторії — підвищити рівень знання про міські процеси та повернути простір міста його громаді. Для того лабораторія залучає науковців, посадовців, містобудівників, активістів, архітекторів та митців, пропонує обговорювати інтереси, які вони представляють, і в такий спосіб вивчає розвиток Києва та впливає на нього.

## Київська бієнале
Київська бієнале – це міжнародний форум сучасного мистецтва, знання і політики, що об’єднує виставкові проєкти і дискусійні майданчики. Застосовуючи міждисциплінарну оптику на перетині науки, політики і мистецтва, Київська бієнале має на меті осмислювати ключові проблеми сучасності. Організатором Київської бієнале виступає Центр візуальної культури.
Перша Київська бієнале 2015 року під назвою «Київська школа» складалася з шести «шкіл» – концептуальних платформ, що стали місцем для діалогу українських і міжнародних митців, інтелектуалів та громадськості. Навесні 2016 року «Київська школа» мала продовження у Європі, і окремі «школи» відкрилися в культурних інституціях Відня. У 2017 році відбулась друга Київська бієнале під назвою «Київський Інтернаціонал», яка досліджувала емансипативний потенціал ідеї політичного Інтернаціоналу. У травні 2018 року пройшла друга частина цієї події, «Київський інтернаціонал – ‘68 СЬОГОДНІ», приурочена до 50-ї річниці травня 1968-го. Третя Київська бієнале 2019 року «Чорна хмара» була присвячена впливу сучасних інформаційних технологій на політику і культуру, а також соціальним трансформаціям, що сталися у Східній Європі протягом останніх трьох десятиліть.
Київська бієнале працює з архітектурним контекстом міста, залучаючи та актуалізуючи споруди, що є унікальними взірцями радянського модернізму. У різні роки виставкові проєкти і публічні події Київської бієнале проходили у таких місцях, як Будинок одягу, «Летюча тарілка» (Український інститут науково-технічної інформації), Житній ринок, Науково-технічна бібліотека КПІ, Будинок кіно та інші.
У 2019 році Київська бієнале стала частиною новоствореного Альянсу східноєвропейських бієнале сучасного мистецтва, до якого також увійшли Biennale Matter of Art у Празі, Biennale Warszawa та OFF-Biennale в Будапешті.

## Нагороди
- Центр візуальної культури отримав одну з нагород Премії ім. Іґора Забеля в галузі культури і теорії 2018 (Igor Zabel Award for Culture and Theory 2018).  Премія, названа на честь словенського куратора, історика і теоретика сучасного мистецтва ІґораЗабеля (1958–2005), була заснована 2008 року Асоціацією ім. Іґора Забеля (Igor Zabel Association for Culture and Theory). Премія та нагороди присуджуються що два роки кураторам і критикам за значні досягнення у розвитку та дослідженні візуальної культури й сучасного мистецтва у Центральній, Східній та Південно-Східній Європі.
- Центр візуальної культури отримав нагороду Європейської культурної фундації ім. принцеси Марґріт в 2015 році